# 小島尚質

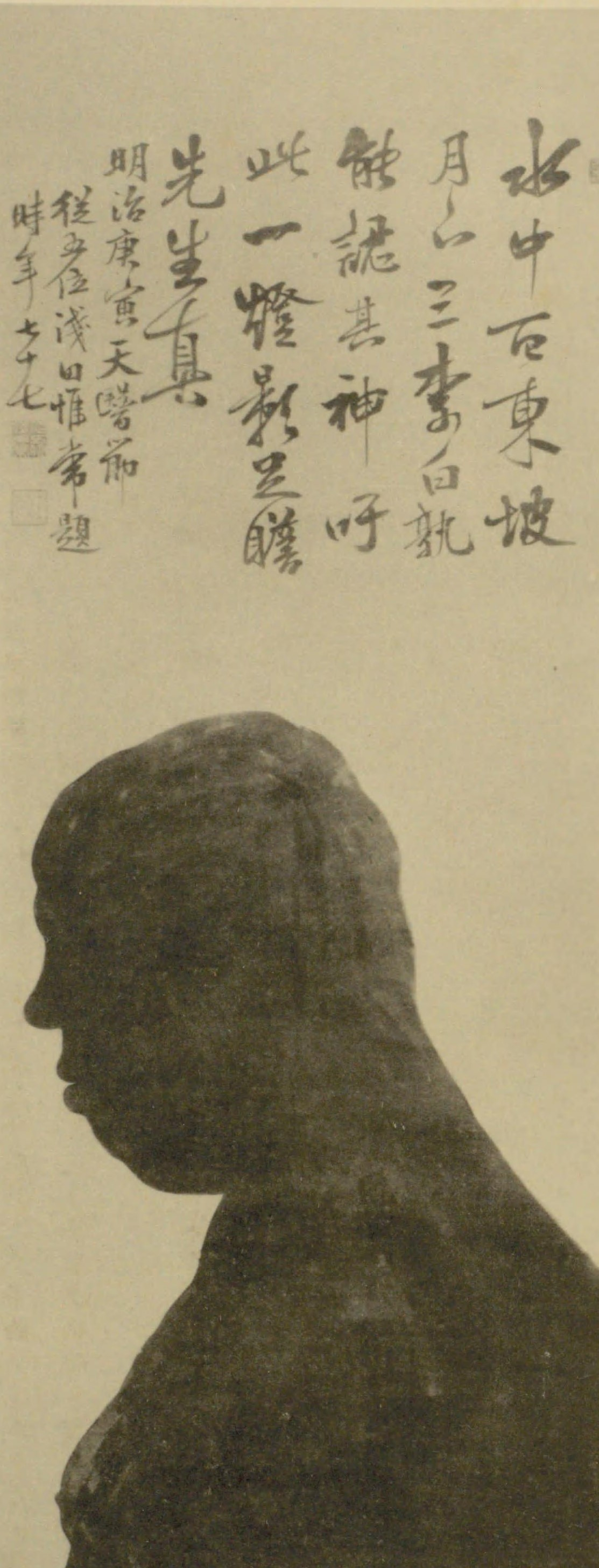
藤浪剛一『医家先哲肖像集』より小島尚質

小島 尚質（こじま なおかた、寛政9年（1797年） - 嘉永元年12月7日（1849年1月1日））は、江戸時代末期の幕府医官。初名は和戚、字は学古、号は宝素、通称は喜庵、春庵。幕府医学館考証派の重鎮。森鷗外の史伝『小嶋宝素』に述べられる。

## 略伝
代々幕府に仕えた医家・小島家の第八代にあたる。父は御番医師小島春庵（春庵は小島家世襲の通称）。母は前野良沢の娘であるので、良沢の外孫にあたる。下谷和泉橋通にある家に第三子として生まれる。享和3年（1803年）父の死去を承け、家を継ぐ。文化8年（1811年）、献薬登城を許される。文化10年（1813年）、17歳で医学館薬調合役を命ぜられた。文化13年（1816年）11月に奥医師・山本宗英惟瑞の娘を娶る。同じ年の12月には医学館による聖済総録の校刻にあずかったという理由で銀を賜る。
天保11年（1840年）12月16日法眼に叙せられる。将軍徳川家斉やその子女の治療にあたる。多紀元堅らとともに医学館で指導的な役割を果たした。嘉永元年（1848年）没し、三田貞林寺に葬る。家は子息・春沂が継いだ。